# Pierre Carbonnier
Pierre Carbonnier, född 7 augusti 1828, död 9 april 1883, var en fransk vetenskapsman, fiskodlare och iktyolog, medlem i Société Impériale d'Acclimatation.

## Biografi
Pierre Carbonnier föddes i Bergerac, Dordogne, son till  Pierre Carbonnier och Marie Andrieu. Som tredje barnet av tolv, gifte han sig i Paris 10 november 1857 med Zélie Joséphine Flusin.
Carbonnier grundade år 1850 ett av de första offentliga akvarierna i Paris.
Carbonnier blev år 1869 den första att odla en tropisk fisk art i Europa.

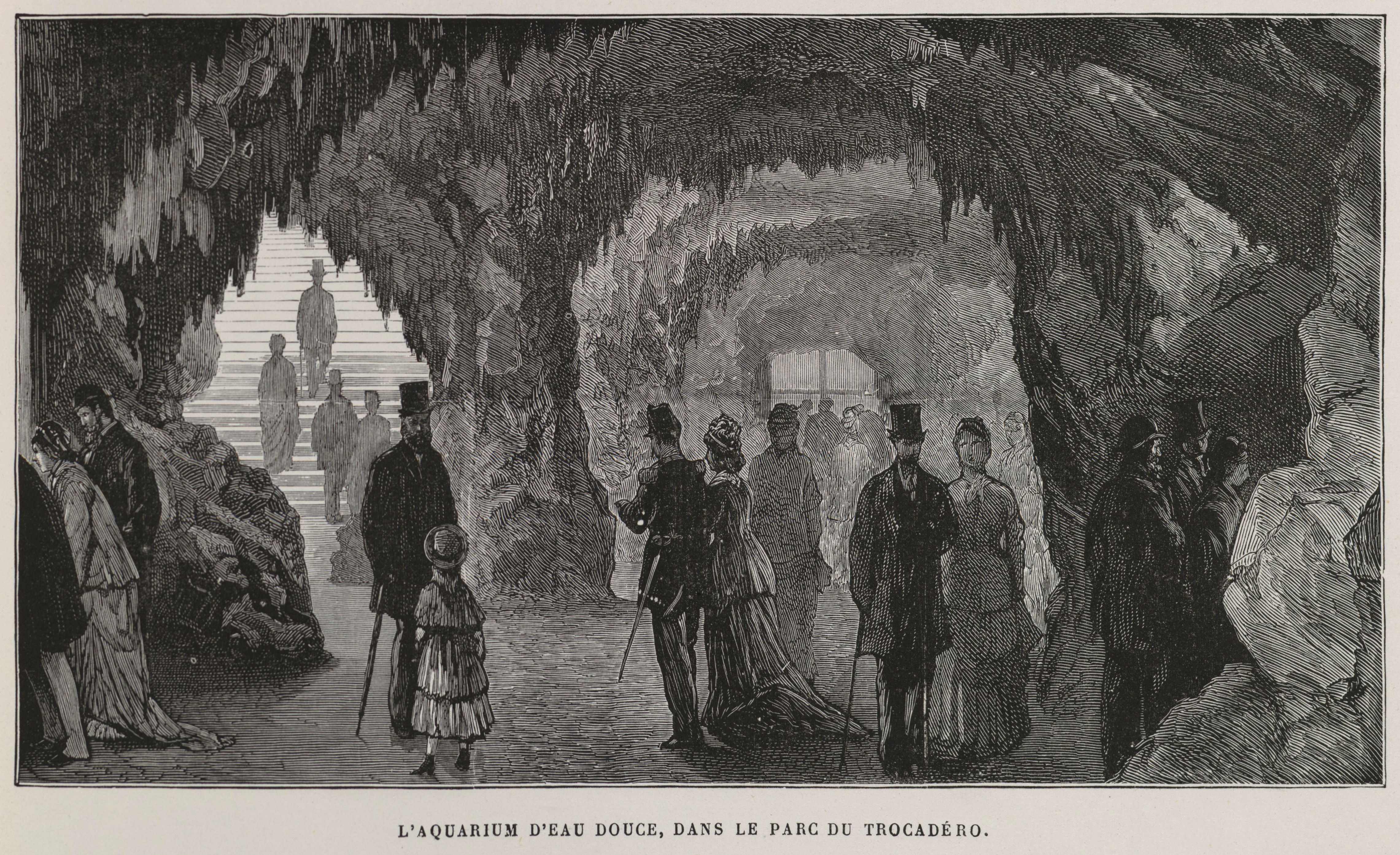
Akariet i Jardins du Trocadéro, 1879

Omkring 100 makropoder skickades från Kina år 1869. med hjälp av marinofficeren Gérault, på förfrågan av franske konsuln Eugène Simon (1868-1869), boende i Ningbo, Zhejiang Province, i sydöstra Kina.

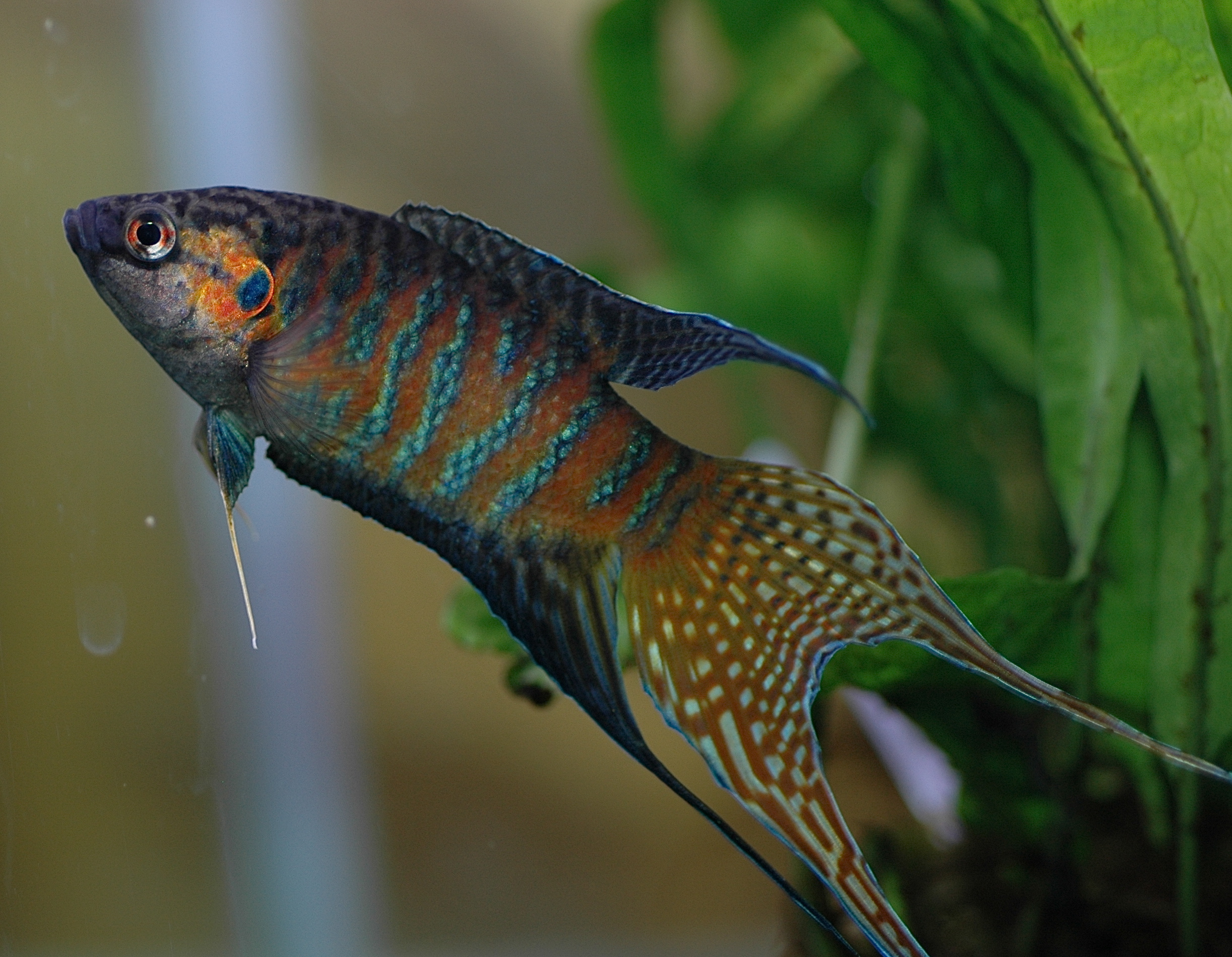
Makropod

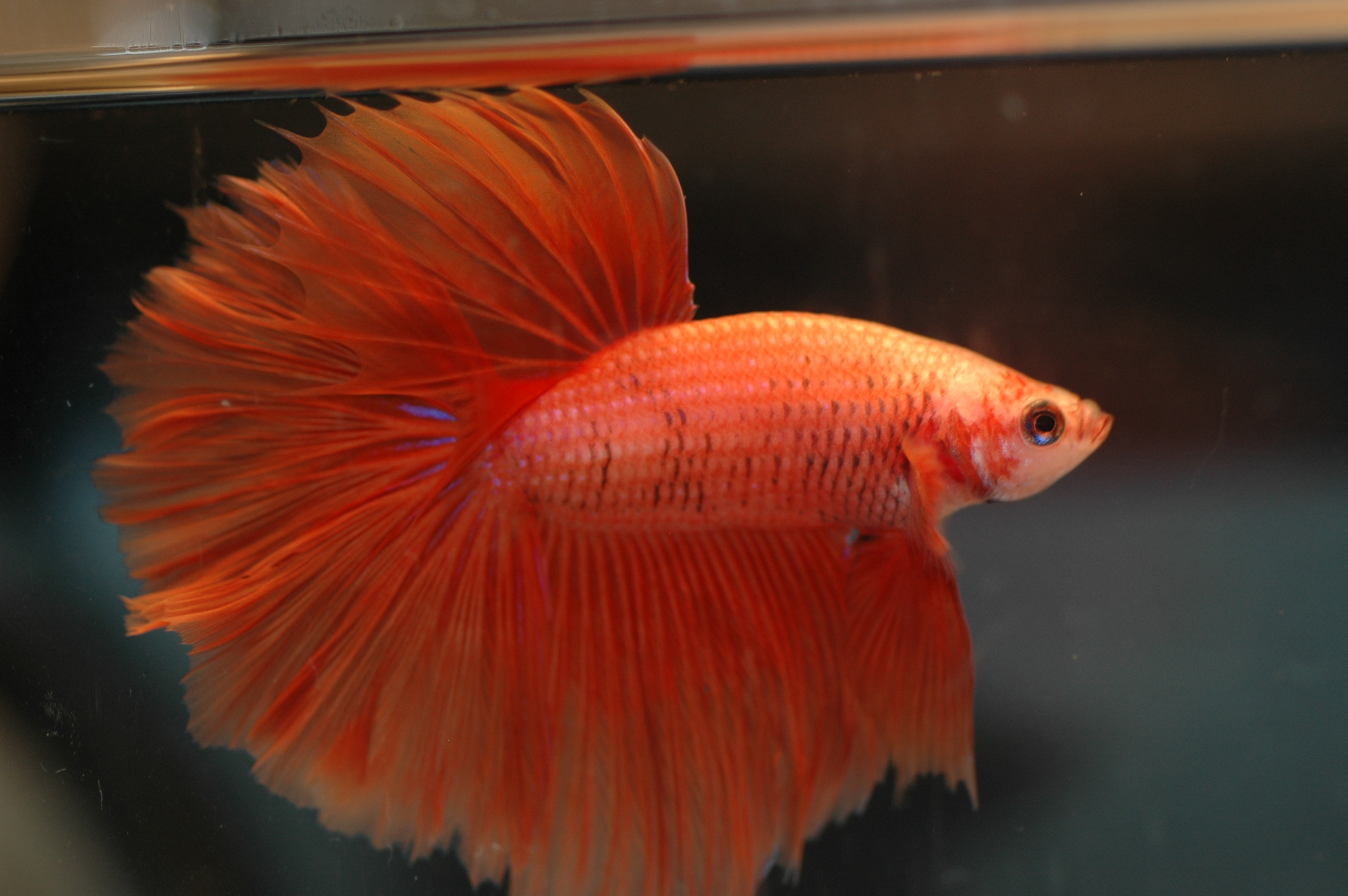
siamesisk kampfisk

Carbonnier fick 12 hanar och 5 honor av de 22 som levande nådde Paris, och han skrev senare en avhandling om deras lek och förmering.  (fr. Rapport et Observations sur l'accouplement d'une espèce de poisson de Chine; 1869) och nya observatioer av den kinesiska fisken som tillhör släktet makropoder. (fr. Nouvelle Note sur un poisson de Chine appartenant au genre macropode; 1870)
Två år senare, 1871, hade han från dessa djur odlat fram cirka 600 makropder.
Carbonniers fiskodling skadades svårt under belägringen av Paris 1870-1871 av preussiska trupper under Fransk-tyska kriget.
Han återvann dock inspirationen och introducerade 1872 Slöjstjärten, en variant av guldfisken (Carassius auratus), till Frankrike.
År 1874 importerade Carbonnier de första exemplaren av siamesisk kampfisk och Dvärggurami till Frankrike, vilka han också snart odlade.
1876 övertog den tyske fiskodlaren Paul Matte avkomma av båda dessa arter, vilket gjorde att de spreds i Tyskland och övriga Europa.
År 1875 förärades han en guldmedalj för sina iktyologiska studier och sitt stora bidrag till akvariehobbyn i Frankrike av Société Impériale d'Acclimatation där han också blev medlem..
1878 blev Carbonnier först med att odla Fläckig pansarmal  (Corydoras paleatus) från Río de la Plata i Brasilien.
Carbonnier var också ansvarig för utställningen Trocadéro Aquarium på Världsutställningen 1878 i Paris.
Pierre Carbonnier dog 1883 i Paris.